# Maison de Bonaventure
La maison de Bonaventure était un hôtel particulier situé à Tours dans le Vieux-Tours. Le monument avait fait l’objet d’une inscription au titre des monuments historiques depuis le 18 février 1942. Elle est détruite par les bombardements en 1944.

## Historique
La maison, située au 2 passage des Jacobins, fut construite en 1480 par Thomas Tacquin, seigneur de Bonaventure, chambellan du roi, détruite en 1944 à la suite du bombardement. 